# Trgovište (Novi Grad)
Trgovište (szerbül: Трговиште), falu Bosznia-Hercegovinában, Bosanska krajina területén, Novi Grad községben, a Szerb Köztársaságban. 

## Fekvése
Bosznia-Hercegovina nyugati részén, Banja Lukától légvonalban 56, közúton 70 km-re északnyugatra, községközpontjától légvonalban 15, közúton 16 km-re keletre, a Szana-folyó déli partján, és a tőle délre fekvő dombvidéken, 125 – 230 méteres tengerszint feletti magasságban fekszik. Több, kis településből áll.

## Népessége
| Nemzetiségi csoport | Népesség 1991 | Népesség 2013 |
| ------------------- | ------------- | ------------- |
| Szerb               | 359           | 273           |
| Bosnyák             | 0             | 1             |
| Horvát              | 4             | 3             |
| Jugoszláv           | 10            | 0             |
| Egyéb               | 4             | 2             |
| Összesen            | 377           | 278           |

## Története
A település 1878-ig tartozott az Oszmán Birodalomhoz, ekkor a berlini kongresszus határozata alapján az Osztrák-Magyar Monarchia része lett. 1879-ben az első osztrák-magyar népszámlálás során Novi község részeként a településnek 44 háztartása és 239 ortodox szerb lakosa volt. 1910-ben a Novi járásba tartozó  községben 72 háztartást, 464 ortodox szerb és 3 muszlim lakost találtak.
A monarchia szétesésével 1918-ben előbb a Szerb-Horvát-Szlovén Királyság, majd 1929-től a Jugoszláv Királyság része. Jugoszlávia megszállása után a falu a Független Horvát Állam (NDH) része lett. 1945-től a település a szocialista Jugoszlávia része volt. A Bosznia-Hercegovinában zajló polgárháború idején a település a Boszniai Szerb Köztársaság része volt. A daytoni békeszerződést követő területfelosztásnál a település, Novi Grad község részeként a Szerb Köztársaság területéhez került.   